# Pirelli (famiglia)
I Pirelli sono una famiglia di industriali italiani originari di Varenna, nel lecchese.
Le fortune dei Pirelli sono legate a Giovanni Battista, ottavo di dieci figli di un modesto panettiere e fondatore dell'omonima azienda di pneumatici e cavi elettrici, nel 1872.
Tra gli esponenti di maggior rilievo si ricordano:
- Giovanni Battista Pirelli;
- Alberto Pirelli;
- Leopoldo Pirelli.

## Genealogia
- Santino Pirelli, panettiere; sposa Rosa Riva, possidente[1]
  - Giovanni Battista Pirelli (Varenna, 27 dicembre 1848 – Milano, 20 ottobre 1932), fondatore della "G.B.Pirelli & C.", presidente della Confederazione Generale dell'Industria Italiana (1919), Senatore del Regno (1909); sposa Maria Sormani[2]
    - Piero Pirelli (Milano, 27 gennaio 1881 –Milano, 7 agosto 1956), presidente del gruppo Pirelli (1932), presidente del Milan
    - Alberto Pirelli (Milano, 28 aprile 1882 – Casciago, 19 ottobre 1971), presidente del Gruppo Pirelli, della Confederazione Generale dell'Industria Italiana (1934); sposa Lodovica Zambeletti
      - Leopoldo Pirelli (Velate, 27 agosto 1925 – Portofino, 23 gennaio 2007), presidente del gruppo Pirelli (1965-1996), vicepresidente di Confindustria (1974); sposa Giulia Ferlito
        - Alberto Pirelli (Milano, 1954), vicepresidente del gruppo Pirelli (2003); sposa Gabriella Colombo
          - Matteo Pirelli
          - Nicolò Pirelli
          - Angelica Pirelli

        - Cecilia Pirelli; sposa in prime nozze Nicolò Dubini; in seconde nozze (div.) Marco Tronchetti Provera, presidente del gruppo Pirelli; in terze nozze Carlo Luigi Scognamiglio Pasini, presidente del Senato (1994-1996)
          - Giada Tronchetti Provera
          - Giovanni Tronchetti Provera
          - Ilaria Tronchetti Provera

      - Giovanni Pirelli (Velate Varesino, 1918 – Genova, 1973); sposa a Roma nel 1952 Marinella Marinelli (Verona 1925 - Varese 2009) (2 figli)
      - Elena Pirelli; sposa Franco Brambilla
        - Alberto Brambilla;
        - Francesca Brambilla;
        - Loretta Brambilla; sposa Martin Pierlot
        - Michele Brambilla
        - Maria Brambilla; sposa Paolo Marmont
        - Susanna Brambilla; sposa Giancristoforo Turri
        - Enrico Brambilla; sposa Gigliola Rosini

      - Maria Giovanna Pirelli (Milano 6 novembre 1915 – 22 luglio 1970); sposa a Velate (Varese) il 30 ottobre 1935 Lucio Emerico Albertoni (Milano 6 ottobre 1905 - 3  gennaio 1947), nobile dei conti di Macherio e di Val di Scalve (4 figli)[3]
        - Ludovica Albertoni
        - Antonia Albertoni
        - Anna Albertoni
        - Sofia Albertoni

    - Giorgio Pirelli
    - Giovanni Pirelli
    - Rosa Pirelli (29 marzo 1884 - 30 giugno 1962); sposa Giovanni Battista Gavazzi (9 gennaio 1882 - Milano 21 aprile 1935)[4]
    - Teresa Pirelli
    - Maddalena Pirelli (Milano 12 marzo 1891 - 19 luglio 1967); sposa a Milano il 6 novembre 1933 il Dott. Achille Aliprandi (Milano 10 gennaio 1878 - Milano 10 gennaio 1955), medico primario presso l'Ospedale Maggiore di Milano dal 1921 al 1955[5][6]
    - Margherita Pirelli; sposa Ing. Rinaldo Negri[7], fondatore della Società Elettrica Riviera di Ponente
      - Carlo Negri (Genova, 26 settembre 1919 – Coriza, 23 settembre 1943), MOVM, aviatore
      - Margherita Negri; sposa Ing. Ambrogio Puri ( - Genova 2003), dirigente Italsider, Ansaldo e Italimpianti
        - Carlo Alessandro Puri Negri (Genova, 1952), amministratore delegato di Pirelli RE, vicepresidente di Pirelli, vicepresidente di Camfin; sposa in prime nozze Clio Goldsmith (1957); sp. in seconde nozze Giulia Clavarino (5 figli)
          - Talita Puri Negri